# ESP - Fenomeni paranormali
ESP - Fenomeni paranormali (Grave Encounters) è un film del 2011 diretto dai The Vicious Brothers.
Pellicola horror girata in stile falso documentario (mockumentary). Il titolo italiano del film riprende l'acronimo inglese di "percezione extrasensoriale" ("Extra-Sensory Perception").   

## Trama
Una troupe televisiva, composta dai reporter Lance Preston, Sasha Parker, T.C. Gibson, Houston Gray e Matt White, lavora a un reality in stile falso documentario dal titolo ESP - Fenomeni Paranormali. Questi decidono di girare un episodio della serie all'interno del Collingwood Psychiatric Hospital, un vecchio ospedale psichiatrico abbandonato. La troupe gira interviste con testimoni che raccontano di fatti inspiegabili relativi alla struttura: in particolare viene menzionato il direttore dell'istituto, il neurologo Arthur Friedkin, che conduceva esperimenti sul cervello dei malati ed era un convinto sostenitore della lobotomia; il medico verrà ucciso a pugnalate da alcuni pazienti fuggiti dalle loro stanze.
La troupe decide così di restare nell'ospedale per tutta la notte, per verificare quanto di vero ci sia nei racconti narrati; per rendere la situazione e quindi le riprese più "avvincenti", decidono inoltre di farsi chiudere a chiave all'interno dell'edificio e di attendere fino alle 6 del mattino successivo, quando il custode tornerà per farli uscire.
Dopo un'iniziale esplorazione senza alcun fenomeno tangibile, piano piano iniziano a verificarsi alcuni strani episodi che convincono il gruppo sull'esistenza di una qualche entità. Eccitati da quanto accaduto, tentano di stabilire un ulteriore contatto con questa presenza, senza tuttavia ottenere risultati.
Il forte ritardo del custode esaspera non poco il gruppo, cosicché Lance e T.C. decidono di sfondare la porta dell'atrio, ma con sgomento e perplessità scoprono che essa non conduce all'esterno, bensì ad una serie di altri corridoi, così come qualunque altra porta che indichi un'uscita. Nel frattempo Matt, che si era allontanato per recuperare le videocamere fisse sistemate per l'ospedale, non risponde alla radio e risulta irreperibile.
Vagando per l'edificio, i reporter notano che i loro orologi segnano orari non compatibili con l'effettivo momento della giornata: nonostante indichino che sia mattina inoltrata, fuori risulta ancora notte fonda. Ogni tentativo di trovare un'uscita fallisce, portando il gruppo a uno stato di terrore e paranoia. Tornati nella hall, le loro uniche fonti di illuminazione rimangono le torce e le luci delle videocamere. Inoltre tutto il cibo si rivela inspiegabilmente guasto.
Col passare delle ore i fenomeni diventano sempre più violenti e frequenti: dal levitare di una branda allo scoprire che sulla schiena di Sasha, durante il sonno, è stata incisa la parola "Hello" con profondi tagli, senza che nessuno si accorgesse di nulla. In seguito, notando una figura muoversi per i corridoi e ritenendo si possa trattare dell'amico Matt, i reporter la inseguono e incontrano quella che sembra una giovane paziente incamiciata, la quale ringhia contro di loro distorcendo mostruosamente il proprio volto. In preda al panico, Lance, Sasha e T.C. si nascondono in uno sgabuzzino, ma si accorgono di aver lasciato indietro Houston nel corso della fuga; egli, circondato dalle tenebre, verrà aggredito da un'entità che prima tenta di strangolarlo e poi lo scaglia lontano con una scarica di energia, uccidendolo sul colpo.
Al risveglio, i sopravvissuti scoprono di avere al polso un braccialetto riportante i loro nomi, del tutto identico a quelli indossati dai pazienti della clinica quando questa era in attività. Nell'ennesimo tentativo di trovare una via di uscita, i reporter si imbattono in Matt in stato delirante e confusionario, con addosso una veste bianca del tutto somigliante a uno dei tanti pazienti che un tempo dimoravano nella clinica.
Rifugiatisi in una stanza, la troupe cerca di capire le condizioni di Matt, il quale dice loro che l'unica via d'uscita dalla struttura è nel farsi curare come pazienti. Improvvisamente dalle mura e dal soffitto appaiono dozzine di braccia che si protendono per afferrare i presenti. Presi dal panico, questi si ritrovano in una sala con una vasca da bagno piena di sangue, la stessa in cui, come riferito loro dal guardiano della struttura, tempo addietro una paziente si era tagliata i polsi suicidandosi. Matt si avvicina alla vasca fissando il sangue; T.C. gli si avvicina per cercare di portarlo via ma viene afferrato da uno spettro che emerge dal sangue e viene trascinato nella vasca, scomparendovi senza lasciare traccia.
Lance, Sasha e Matt decidono quindi di scendere nelle gallerie sotterranee con la speranza che queste possano portarli ad un'uscita. Tuttavia prima di giungervi subiscono l'ennesimo attacco di una delle entità malvagie, e nel mentre Matt si suicida gettandosi nella tromba di un ascensore. Ormai soli, Lance e Sasha giungono nelle gallerie, solo per scoprire che queste sono soltanto un altro percorso senza fine che sembra non portare da nessuna parte. Disperati, esausti e affamati i due si addormentano contro una parete dopo aver camminato per ore, e a quel punto una nebbia li avvolge facendo svanire Sasha nel nulla.
Lance è adesso l'ultimo superstite del gruppo. Disperato e impaurito, usa il registratore vocale per domandare ai fantasmi cosa vogliono da lui, ma nella registrazione si sentono solo innumerevoli risate agghiaccianti. La fame di Lance aumenta così tanto che alla fine sbrana un topo vivo, e alla fine impazzisce anche lui, urlando delirante ai fantasmi di venirlo a prendere, ormai senza più alcuna opzione per tirarsi fuori dall'incubo in cui si trova, se non che d'un tratto una porta appare sul muro mentre stava dormendo. Al di là della soglia scopre il seminterrato dove Friedkin eseguiva i suoi folli esperimenti e le prove che un tempo nell'ospedale venivano eseguiti dei riti spiritici, i quali sono evidentemente all'origine dell'assurda natura di quel luogo. 
A un certo punto, accanto a Lance appaiono proprio Friedkin e due infermiere, raccolti intorno ad un tavolo operatorio, che lo guardano sorpresi; dopodiché, Friedkin compare improvvisamente di fronte a Lance e il suo volto si deforma in modo mostruoso, trascinandolo sul tavolo operatorio, forzandolo a subire una lobotomia. La pellicola si conclude con un Lance appena lobotomizzato, che dichiara apaticamente alla videocamera di essere guarito e che finalmente può tornare a casa, e salutando per l'ultima volta il pubblico del programma televisivo.

## Produzione
È il primo film dei registi The Vicious Brothers e segue il genere dei predecessori Paranormal Activity, Rec e The Blair Witch Project.

## Promozione
(Tagline del film.)

## Distribuzione
Il film in Italia è stato distribuito dalla Eagle Pictures il 1º giugno 2011.

## Sequel
Un sequel del film, ESP² - Fenomeni paranormali, è stato prodotto nel 2012, e la sua distribuzione in Italia è avvenuta il 1º agosto 2013.